# Swedish Death Metal
Swedish Death Metal är en kronologiskt uppställd, subjektiv genomgång i nio kapitel av första vågen svensk dödsmetall. Där finns även en alfabetisk lista över 900 svenska band och fanzines. Den är skriven av (den tidigare) basisten i Insision och författaren Daniel Ekeroth och är den första med denna inriktning. Boken har kallats standardverk och magnum opus och är skriven på engelska. Boken gavs ut på olika förlag i olika länder. Swedish Death Metal uppmärksammades av P3 Rock. Ett par år därefter gavs en samlingsskiva ut med samma koncept.

## Innehåll
Boken tar både upp musiken och personerna bakom den.
Därutöver tar den upp fanzine-skribenter, skivbolagsdirektörer och PR-folk. Där finns även bokförfattarens egna kommentarer.  Dessutom behandlas demo-kassetter, spelningar och skivor. Boken innehåller även originalintervjuer med förgrundsgestalter.
Fokus ligger på sent 80-tal och tidigt 90-tal till det att black metal blev den mest populära genren inom extremmetal. Boken framställer de (internationellt) framgångsrika  svenska dödsmetallbanden som sprungna ur en underground-rörelse. Författaren gör också kopplingen mellan punk och death metal.

## Försäljning
Boken nådde första plats på Ad Libris försäljningslista i kategorin "Utländskt inbundet".  Den första utgåvan sålde slut 2008.

## CD
2009 gavs en trippel-CD ut med samma namn som är ett samlingsalbum med 52 låtar. Beskrivningen är skriven av samma Daniel Ekeroth. Den är utgiven av Index Varlag.